# جوناثان إدواردز
جوناثان إدواردز (5 أكتوبر 1703 - 22 مارس 1758) مُبشر أمريكي وفيلسوف وثيولوجي بروتستانتي أبرشي. وإلى حد كبير يُنظر إلى إدواردز على أنه أحد أهم الثيولوجيين الفلاسفة في أمريكا وأكثر أصالة. عمل إدواردز الثيولوجي واسع النطاق، لكنه كان متأصل في اللاهوت الإصلاحي، وميتافيزيقيا الحتمية اللاهوتية، والتراث البوريتاني التطهري. أكدت الدراسات الحديثة على مدى العمق والكثافة تأسيس إدواردز حياته المهنية على مفاهيم الجمال والانسجام والملاءمة الأخلاقية، ومدى أهمية التنوير في تفكيره، ومدى محورية كنيسته في نورثهامبتون، ماساتشوستس ( 1733-1735) في إحياء المسيحية. وقد أدى عمله اللاهوتي إلى ظهور مدرسة لاهوت متميزة عُرفت باسم لاهوت نيو إنجلاند.
ألقى إدواردز موعظة «الخطاة بين يدي الرب الغاضب»، وهي أحد كلاسيكيات الأدب الأمريكي، خلال إحياء آخر في عام 1741 ، في أعقاب جولة جورج وايتفيلد في المستعمرات الثلاثة عشر. واشتهر إدواردز بكتاباته العديدة، النهاية التي خلق الله العالم لأجلها، وحياة ديفيد برينرد، التي ألهمت آلاف المبشرين طوال القرن التاسع عشر، والعاطفة الدينية، التي ما زال العديد من الإنجيليين يقرؤونها حتى اليوم. توفي إدواردز بسبب لقاح الجدري بعد فترة قصيرة من رئاسة كلية نيو جيرسي (برينستون). وكان جدًا لـ آرون بور، النائب الثالث لرئيس الولايات المتحدة.

## السيرة الذاتية

### النشأة
وُلد جوناثان إدواردز في 5 أكتوبر 1703، وهو ابن تيموثي إدواردز (1668-1759)، وزير في إيست وندسور، كونيتيكت (ساوث وندسور الحديثة)، الذي كان يحصل على دخله عن طريق إرشاد الأبناء في الجامعة. يبدو أن والدته، إستير ستودارد، ابنة القس سولومون ستودارد، من نورثهامبتون، ماساتشوستس، كانت امرأة مستقلة الشخصية وتتمتع بمواهب ذهنية غير اعتيادية. كان جوناثان، الولد الوحيد، هو الخامس من بين 11 طفلًا. دُرب من أجل الكلية من قبل والده وإخوته الأكبر سنًا، وجميعهم تلقوا تعليمًا ممتازًا، وكتبت واحدة منهم، إستير، الأكبر سنًا، ورقة دينية شبه روحانية حول جوهرية الروح، وغالبًا ما تنسب إلى جوناثان عن طريق الخطأ.
التحق بكلية يل في عام 1716، وعمره يقارب 13 عامًا. وفي السنة التالية، تعرف على مقال جون لوك حول التفاهم الإنساني، والذي أثر عليه بشدة. خلال دراسته الجامعية، احتفظ بدفاتر تحمل اسم «البصيرة» و«العلوم الطبيعية» (تحتوي على مناقشة للنظرية الذرية)، و«كتاب العهود» و«دفاتر متنوعة»، وكان لديه خطة كبرى للعمل على الفلسفة الطبيعية والعقلية، ووضع لنفسه قواعد من أجل إصلاحها. كان مهتمًا بالتاريخ الطبيعي، وكطفل يبلغ من العمر 11 عامًا، لاحظ وكتب مقالًا يشرح بالتفصيل سلوك بعض العناكب، وقام بتعديل هذا النص لتتماشى مع هذا النوع المتنامي من الأدب العلمي، وتناسب كتابه «العنكبوت الطائر» بسهولة مع المنحة الدراسية الحالية آنذاك عن العناكب. حتى ومع استمر في دراسة اللاهوت لمدة عامين بعد تخرجه، تابع إدواردز اهتمامه بالعلوم. ومع ذلك، بينما وجد العديد من العلماء ورجال الدين الأوربيين والأمريكيين المضامين العلمية التي دفعتهم نحو الربوية، ذهب إدواردز في الاتجاه الآخر، ورأى العالم الطبيعي كدليل على جميل صنع الله، وطوال حياته، غالبًا ما ذهب إدواردز إلى الغابة باعتباره المكان المفضل للصلاة والعبادة بين جمال وسلوى الطبيعة.
كان إدورادز مأخوذًا باكتشافات إسحاق نيوتن وغيره من علماء عصره. وقبل توليه عمله الكامل الدوام في نورثهامبتون، كتب عن مواضيع مختلفة في الفلسفة الطبيعية، بما في ذلك العناكب الطائرة، والضوء، والبصريات. بينما كان يشعر بالقلق من المادية والإيمان في العقل وحده لبعض من معاصريه، رأى قوانين الطبيعة مستمدة من الله، تُظهر حكمته ورعايته. كما كتب إدواردز عن الخطب والأطروحات اللاهوتية التي أكدت جمال الله ودور علم الجمال في الحياة الروحية، والتي يعتقد فيها تيار القرن العشرين للجماليات اللاهوتية، ويمثلها شخصيات مثل هانز أورس فون بالتازار.
في الفترة من 1722 إلى 1723، عمل لمدة ثمانية أشهر كـ «قسيس زائر» (رجل دين يعمل كواعظ لفترة محددة، ولكن لم يستقر كراع) لكنيسة مشيخية صغيرة في مدينة نيويورك. دعته الكنيسة إلى البقاء، لكنه رفض الدعوة. بعد قضاء شهرين في الدراسة في المنزل، في الفترة من 1724 إلى 1726، أصبح أحد المدرسين في جامعة يل، وحصل لنفسه على اسم «مدرس العمود»، نتيجة ولائه الثابت إلى الكلية وتدريسها الأرثوذكسي، في الوقت الذي أعلن فيه رئيس جامعة يل، تيموثي كوتلر، ومعلمه دانييل براون، ومعلمه السابق صمويل جونسون، وأربعة وزراء محليين، عن الكنيسة الأنجليكانية.
السنوات من 1720 إلى 1726 مُسجلة جزئيًا في مذكراته وفي القرارات المتعلقة بسلوكه الذي وضعه في هذا الوقت. ولطالما كان تائقًا لما بعد الخلاص ولم يكن راضيًا تمامًا عن تحوله إلى أن عايش التجربة في عامه الأخير في الكلية، عندما فقد شعوره بأن اختيار البعض للخلاص ولآخرين لعنة أبدية كان « عقيدة رهيبة، «والاعتقاد فيها» لطيفة للغاية، مشرقة وحلوة. وامتلكته بهجة كبيرة وجديدة في الاستمتاع بجمال الطبيعة وسعادته بالتفسير المجازي لسفر أنشاد سليمان. موازنة هذا الفرح الصوفي هي لهجة صارمة لقراراته، التي تكاد تكون زهدًا في حرصه على العيش بجدية ورصانة، وعدم إهدار الوقت، والحفاظ على أقصى درجات الاعتدال في الأكل والشرب. في 15 فبراير 1727، عُين إدواردز وزيرًا في نورثهامبتون ومساعدًا لجده سليمان سولودارد. كان راعيًا للباحثين، وليس راعيًا زائرًا، وعهدته كانت 13 ساعة من الدراسة يوميًا.
في نفس العام، تزوج من سارة بيربونت، في السابعة عشرة من عمرها. كانت سارة من عائلة رجال دين في نيو إنجلاند: كان والدها جيمس بيربونت (1659-1714)، المؤسس الرئيسي لكلية يل، وكانت والدتها حفيدة توماس هوكر. كان تفاني سارة الروحي منقطع النظير، ولطالما كانت علاقتها بالله مصدر إلهام لإدواردز لفترة طويلة. لاحظ أولًا تقواها الكبيرة عندما كان عمرها 13 عامًا. كانت نزعتها مشرقة ومبهجة، مدبرة منزل عملية، زوجة نموذجية وأم لأبنائه الأحد عشر، من بينهم استير إدواردز. توفي سليمان ستودارد في 11 فبراير 1729، تاركًا لحفيده المهمة الصعبة المتمثلة في المهمة الوزارية الوحيدة لواحدة من أكبر وأغنى التجمعات في المستعمرة، وواحدة فخورة بأخلاقها وثقافتها وسمعتها. واعتقد إدواردز، كما هو الحال مع جميع الإصلاحيين والبوريتانيين في عصره، بآراء تقول في تكميلية الزواج وأدوار الجنسين.

### الصحوة الكبرى
ألقى إدواردز، في الثامن من يوليو عام 1731 ، في بوسطن « موعظة عامة» نُشرت بعد ذلك تحت عنوان « تمجد الله في أعمال الخلاص، من خلال عظمة اعتماد الإنسان عليه، في كل ما له»، والتي كانت أول هجومه العلني على الأرمينية. ركز في المحاضرة على سيادة الله المطلقة في مسألة الخلاص: بينما كان الاقتضاء، أن يخلق الله الإنسان طاهرًا وبدون خطيئة، إلا أنه كان من «رضوانه» و«وافر نعمته» منحه أي شخص الإيمان الضروري لميله أو لميلها نحو التقوى، وأن الله له منع هذه النعمة دون أي انتقاص لأي من صفاته. في عام 1733، بدأ إحياء البروتستانت في نورثهامبتون ووصلت أوجها في شتاء عام 1734 وفي الربيع التالي، مما هدد حركة المدينة، وفي غضون 6 أشهر، اعترف ما يقارب 300 إلى 1100 شاب في الكنيسة.
أعطى الإحياء إدواردز فرصة لدراسة عملية التحول في جميع مراحلها وأنواعها، وسجل ملاحظاته بدقّة نفسية وتمييز في رواية مخلصة عن عمل الله المفاجئ في تحويل العديد من النفوس في نورثامبتون (1737) ). بعد مرور عام، ألقى أحاديث حول مواضيع مهمة مختلفة، والمواعظ الخمس التي أثبتت فعاليتها الأكبر في إحيائها، ومن بينها، لم يكن أي منها فعالًا على الفور مثلما حدث في عدالة الله في إدانة المذنبين. من النص، «قد يتوقف كل فم». موعظة أخرى، نُشرت في عام 1734، «نور إلهي وخارق للطبيعة، انتقل إلى الروح من قِبل روح الله على الفور»، وقد حدد ما اعتبره المبدأ الداخلي المتحرك للإحياء، وعقيدة النعمة الخاصة في الحال، ونور إلهي خارق للطبيعة للروح.
بحلول عام 1735 ، انتشر الإحياء وبرز بشكل مستقل عبر وادي نهر كونيتيكت، وربما حتى ولاية نيو جيرسي. ومع ذلك، بدأ انتقاد الإحياء، وكان العديد من سكان نيو إنجلاند يخشون من أن إدواردز قد قاد جماعته إلى التعصب. وخلال صيف عام 1735، اتخذ الحماس الديني منعطفًا مظلمًا. اهتز الإحياء بعدد من الإنجليز الجدد ولكن لم يهتدوا، وأصبحوا مقتنعين بلعنة شديدة. كتب إدواردز أن «العامة» شعرت أنها اندفعت – بوسوسة من الشيطان - إلى إنهاء حياتهم. انتحر شخصان على الأقل في أعماق محنتهما الروحية، أحدهما من جماعة إدواردز - عمه جوزيف هاولي الثاني. لا يُعرف ما إذا كان أي شخص قد قتل نفسه، لكن «جنون الانتحار» أنهى فعليًا الموجة الأولى من الإحياء، باستثناء بعض أجزاء ولاية كونيتيكت.
ومع ذلك، على الرغم من هذه النكسات وفتور الحماس الديني، انتشرت كلمة إحياء نورثهامبتون ودور إدواردز القيادي حتى إنجلترا واسكتلندا. في هذا الوقت كان إدواردز على اطلاع بجورج وايتفيلد، الذي كان يسافر في المستعمرات الثلاثة عشر في جولة إحياء في 1739-1740. قد لا يرى الرجلان وجها لوجه على كل التفاصيل. كان وايتفيلد مرتاحًا جدًا للعناصر العاطفية القوية للإحياء أكثر من إدواردز، لكنهما كانا شغوفين بالوعظ بالإنجيل. لقد عملوا سويًا لتنظيم رحلة وايتفيلد، أولًا عبر بوسطن ثم إلى نورثهامبتون. عندما بشر وايتفيلد في كنيسة إدواردز في نورثامبتون، ذكّرهم بالحيوية التي عاشوها قبل بضع سنوات. ما أثّر بعمق في إدواردز، الذي بكى في جميع أنحاء الخدمة، والكثير من الجماعة أيضًا تأثروا.
عاد الإحياء للظهور مرة أخرى، وألقى إدواردز خطبته الأكثر شهرة «الخطاة في أيدي الله الغاضب»، في إنفيلد، كونيتيكت في عام 1741. على الرغم من أن هذه الخطبة أعيدت طباعتها على نطاق واسع كمثال على وعظ «النار والكبريت» في الإحياء الاستعماري، وهذا لا يتماشى مع أسلوب الوعظ الفعلي لإدوارد. لم يصرخ إدواردز أو يتكلم بصوت عالٍ، لكنه تحدث بصوت هادئ وعاطفي. أذ جمهوره ببطء من نقطة إلى أخرى، نحو استنتاج لا يرحم: لقد ضاعوا بدون نعمة الله. بينما يلاحظ معظم القراء في القرن الحادي والعشرين اللعنة التي تلوح في الأفق في نص مثل هذه الخطبة، يذكرنا المؤرخ جورج مارسدن أن إدواردز لم يكن يبشر بأي شيء جديد أو مفاجئ: «إدواردز سلم بذلك ... أن العامة في نيوإنجلاند يعرفون صحيح الإنجيل جيدًا. المشكلة كانت جعلهم يبحثون عنه».

## مناصب وهيئات
أدار جامعة ييل.

## روابط خارجية
- جوناثان إدواردز على موقع الموسوعة البريطانية (الإنجليزية)
- جوناثان إدواردز على موقع إن إن دي بي (الإنجليزية)